# Mihai Bravu (Giurgiu)
Mihai Bravu é uma comuna romena localizada no distrito de Giurgiu, na região de Muntênia. A comuna possui uma área de 66.54 km² e sua população era de 2514 habitantes segundo o censo de 2007.